# Chakram

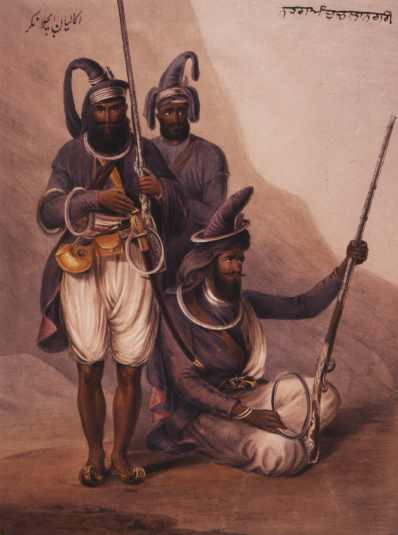
Sikh con chakram

Il chakram (चक्रं) è un'arma di origine indiana tipica della dinastia Moghul. Consisteva in una fascia di metallo forgiata a forma di anello con un bordo esterno estremamente affilato di 5-12 pollici (130–300 mm) di diametro. Erano usati soprattutto dai sikh che li portavano infilati nei loro alti turbanti e li lanciavano agganciandoli con l'indice all'interno (non facendoli ruotare intorno al dito come diffusamente si pensa) o scagliandoli da sotto il braccio tenendoli fra l'indice e il pollice. A causa della sua forma aerodinamica non è facilmente deviato dal vento. La parola chakram deriva dal termine sanscrito "chakra", che significa cerchio o ruota.
È uno dei quattro attributi del dio Visnù.

## Cultura di massa
- Nella serie televisiva Xena - Principessa guerriera, la protagonista omonima utilizza un chakram come arma secondaria. Tuttavia, si tratta di un anacronismo, in quanto un oggetto simile non combaciava data la impostazione di antichità greca della serie.
- Il chakram appare in diversi fumetti, tra i quali Berserk e One Piece, e in numerosi videogiochi, tra i quali la serie di Kingdom Hearts, Diablo III, Xenoblade Chronicles 2, Super Smash Bros 4,  Shadow Fight 3, Arcanum: Of Steamworks and Magick Obscura, Prince Of Persia Spirito Guerriero ed Elden Ring.